# Рэтчет и Кланк: Галактические рейнджеры
«Рэ́тчет и Кланк: Галактические рейнджеры» (англ. Ratchet & Clank) — компьютерный мультфильм производства Rainmaker Entertainment и Blockade Entertainment, созданный по мотивам серии игр Ratchet & Clank компании Insomniac Games, премьера которого состоялась 29 апреля 2016 года. Студия создатель игровой серии занималась производством сценария, разработкой персонажей, а также как консультант по анимации. Режиссёрами фильма выступили Кевин Манро и Джерика Клилэнд, а разработкой оригинального сценария для фильма занимался сотрудник Insomniac Games Ти Джей Фиксман, писавший сценарии к оригинальным играм серии. Озвучиванием персонажей занимались актёры ранее озвучивавшие героев в играх серии.
Фильм пересказывает события первой игры Ratchet & Clank, но также содержит элементы из более поздних игр серии. В фильме показана встреча Рэтчета и Кланка, их противостояние председателю Дреку для спасения планет галактики Солана от уничтожения.

## Сюжет
События фильма начинаются с того, что председатель Дрек вместе со своими приспешниками — Виктором фон Ионом и доктором Нефариусом — используя космическую станцию «Депланетизатор», уничтожают планету Тенемул. Прибыв на планету Кварту, злодеи обсуждают план атаки на следующую планету и приходят к выводу, что Галактические Рейнджеры — команда героев галактики Солана — больше не смогут игнорировать уничтожение планет в подконтрольном им секторе, а потому решают создать армию роботов-убийц, чтобы уничтожить героев как можно раньше. В процессе создания роботов по их фабрике бьёт молния, из-за чего операционная система сборочного конвейера допускает сбой и создаёт «дефективного робота» — маленького, слабого, но свободолюбивого и не желающего смерти Рейнджерам. Виктор пытается уничтожить «дефективного» лично, но тому удаётся сбежать с планеты на спасательном шаттле.
На планете Велдин Рэтчет, юный механик из расы ломбаксов, пытается сводить концы с концами со своим другом и работодателем — Гриммротом Раззом. Когда на планету прибывают Рейнджеры в рамках турне по поиску 5-го рекрута, Рэтчет уговаривает Гриммрота отпустить его на кастинг. Несмотря на попытки друга отговорить его от этой затеи, Рэтчет всё же получает его согласие и отправляется на собеседование, которое он так и не прошёл: Рейнджеры оказались довольно требовательными к каждому кандидату, вплоть до изучения их личных дел и приводов к органам правопорядка, коих у Рэтчета было не мало.
Расстроенный отказом ломбакс возвращается в гараж и запирается у себя в комнате, но вечером того же дня неподалёку от гаража терпит крушение шаттл. Исследовав его, Рэтчет находит повреждённого робота, сбежавшего от Дрека. Познакомившись с ним, Рэтчет даёт ему имя «Кланк». По началу робот отказывается от помощи, предложенной Рэтчетом, но ломбакс соврал, что он является другом Рейнджеров. Кланк решает принять помощь Рэтчета и отправляется с ним на планету Алиро-Сити, где находится штаб-квартира Рейнджеров.
Однако герои немного опаздывают — атака роботов-убийц, возглавляемых Виктором, уже началась. Использовав созданный Рэтчетом магнитоускоритель, герои уносят роботов от штаба и обрушают на десантное судно Виктора, сбивая его. Сам же Виктор с позором сбегает, когда как жители Бларга встречают Рэтчета и Кланка как новых героев. Капитан Кварк вынужден зачислить героев в ряды Рейнджеров. Герои знакомятся с остальными членами команды — Браксом Лектрусом, Корой Вералукс и Эларис. К последней, как к техническому специалисту команды, Кварк приставляет Кланка, не видя в роботе достойного и харизматичного бойца, однако берётся тренировать Рэтчета тактике Космических Рейнджеров и обращению с их арсеналом.
На бриффинге, устроенном Эларис, Кланк рассказывает о ключевом комплексе Дрека. Несмотря на возражения, Кварк принимает решение штурмовать фабрику Дрека и арестовать его самого. Команда без проблем прибывает на планету и входит в комплекс, но это была ловушка — на каждого по отдельности нападают орды охранных дронов — зурконов. Кварк, отделившийся от команды, первым выходит на Дрека, но председатель, с лёгкостью манипулируя чувством зависти капитана, убеждает его предать команду и присоединиться к ним, так как «только Кварк достоин быть первым среди Рейнджеров». Капитан требует Дрека поклясться, что он оставит остальных членов команды в живых, но председатель даёт слово «лишь для виду». Дрек, Виктор, Нефариус и их миньоны бегут с планеты, бросив на произвол судьбы робота-ассистента Дрека — Зеда. Робота допрашивают подтянувшиеся Рейнджеры, и тот выдаёт новую цель Дрека — это родная планета Коры — Новалис.
Рейнджеры успевают предупредить правительство планеты, и население Новалиса успешно эвакуируется. Эларис, изучая отчёты по деятельности сил Дрека, сообщает, что таким образом было уничтожено ещё 4 планеты (вместе с Тенемулом), однако орудие Депланетизатора, созданное по чертежам Нефариуса уничтожает планеты таким образом, чтобы сохранить целыми особо ценные их сегменты. Тем временем Кварк втайне от команды заражает звездолёт Рейнджеров компьютерным вирусом, блокирующим их орудийные системы, а во время атаки на станцию летит на неё первым, якобы, на дипломатические переговоры. Дрек приказывает уничтожить остальных Рейнджеров. Бракс и Кора успевают вовремя отступить, но Рэтчет отправляется на станцию спасать Кварка, где его ловит Дрек. Находясь в плену, Рэтчет понимает, что Кварк продался Дреку. Вырвавшись на свободу, ломбакс в панике угоняет спасательный челнок и возвращается на Велдин. Виктор, выяснивший, что на звездолёте Рейнджеров находится тот самый «Дефективный» (Кланк) телепортируется на обшивку их корабля и хитростью заставляет Кланка впустить его на борт. Злодей довольно легко побеждает Эларис, но Кланк, выяснивший слабость Виктора перед водой, с помощью экспериментального орудия создаёт квази-бурю, от которой Виктор стремительно ржавеет и умирает. Депланетизатор уничтожает Новалис и отправляет ценный фрагмент планеты в карманное измерение.
Наблюдая за разрушением планеты, Кварк начинает сомневаться в правильности своего поступка, но Дрек говорит ему не беспокоиться по этому поводу. Когда на капитанский мостик восходит Нефариус, которого Рейнджеры считали погибшим при побеге из тюрьмы, Кварк предупреждает Дрека, что Нефариусу нельзя доверять, но председатель не воспринимает слов бывшего героя всерьёз. Когда Кварк уходит с мостика, Нефариус и Дрек приступают ко «второй фазе» своего плана: из карманного измерения они вызволяют «Новый Кварту» — искусственную планету, созданную из захваченных фрагментов уничтоженных планет. Но в этот момент Нефариус предаёт Дрека, превращая его в овцу, и на спасательном челноке отправляет на Новый Кварту, после чего берёт курс на планету Умбрис.
Подавленный Рэтчет запирается у себя в комнате на Велдине и не реагирует на попытки Гриммрота его подбодрить. Рейнджеры находят его и просят помочь остановить Депланетизатор любой ценой. Зед также присоединяется к команде и раскрывает полный план злодеев: Нефариус, согласно оценке робота, предаст Дрека и попытается уничтожить Умбрис — у этой планеты нестабильное ядро, поэтому её взрыв может привести к разрушению почти всей её звёздной системы. Однако доктор понимает, что Рейнджеры всё-таки вернутся за ним, так как они не могут позволить ни гибель нескольких планет разом, ни бесчинства самого Нефариуса (который, как оказалось, тоже раньше состоял в Рейнджерах, но ушёл, не выдержав снобизма Кварка). Герои разрабатывают план: как только внедрённые на станцию Рэтчет и Кланк отключат её орудийные системы, Кора и Бракс прицепят к обшивке главного орудия несколько собранных ломбаксом магнитоускорителей, чтобы изменить направление орудия. Однако герои на борту сталкиваются с Кварком, желающим уничтожить их по личным мотивам. В конце концов Рэтчету удаётся убедить Кварка в его неправоте и вновь присоединиться к команде, однако на них нападает Нефариус. В момент выстрела другие Рейнджеры успевают отклонить главное орудие в сторону, и луч уничтожает Новый Кварту, на которую прибыл вернувший себе прежний облик Дрек. Однако из-за столь резкой смены позиции станция попадает в гравитационное поле Умбриса и начинает падать. Нефариус пытается убить героев с помощью своей новой пушки — Р. И. Н. О. (Рви Их На Ошмётки), но Рэтчет ломает оружие учёного, и тот сам погибает от него. Прорываясь к капитанскому мостику, герои успевают задействовать телепорт и покинуть станцию, прежде чем она упадёт на планету.
Рейнджеры празднуют очередную победу, а разжалованный в рядовые капитан отправляется в «турне с извинениями» по галактике. Рэтчет возвращается на Велдин, чтобы помочь Гриммроту и Зеду с техобслуживанием, однако в гараж приходит Кланк и предлагает свою помощь новому другу. На его вопрос, ушёл ли Рэтчет из Галактических Рейнджеров, тот отвечает, что «бывших Рейнджеров не бывает».
В сцене после титров показаны обломки Депланетизатора на поверхности Умбриса, из-под которых слышатся вопли всё же выжившего Нефариуса, которого «чинят» ремонтные дроны. Выбравшись из-под завала, учёный осознаёт, что утратил из-за взрыва своё органическое тело, но воскрешён как робот, и разражается маниакальным смехом.

## Роли озвучивали
| Актёр                 | Роль                                                       |
| --------------------- | ---------------------------------------------------------- |
| Джеймс Арнольд Тэйлор | Рэтчет                                                     |
| Дэвид Кэй             | Кланк (XJ-0461)                                            |
| Джим Уорд             | капитан Корнелиус Лесли Кварк                              |
| Пол Джаматти          | председатель Алонзо Дрек                                   |
| Сильвестр Сталлоне    | Виктор фон Ион                                             |
| Белла Торн            | Кора Вералукс                                              |
| Розарио Доусон        | Эларис участница отряда поддержки Галактических рейнджеров |
| Джон Гудмен           | Гримрот Разз                                               |
| Армин Шимерман        | доктор Стив Нефариус                                       |
| Коул Ховард           | Бракс Лектрус                                              |

## Производство
Анонс фильма состоялся 23 апреля 2013 года в PlayStation Blog, в тот же день на YouTube был выложен первый официальный тизер, объявляющий выход в 2015. Производством фильма занялась Ванкуверская студия Rainmaker Entertainment. Исполнительным продюсером стал президент Rainmaker Entertainment Майкл Хефферон. Фильм основан на играх серии, но тем не менее содержит новые уникальные места и новых персонажей.

## Отзывы
На сайте Rotten Tomatoes у мультфильма 21 % положительных рецензий на основе 80 рецензий со средней оценкой 4,20 из 10. На Metacritic — 29 баллов из 100 на основе 19 рецензий.